# Idiops mettupalayam
Espèce
Idiops mettupalayam est une espèce d'araignées mygalomorphes de la famille des Idiopidae.

## Distribution
Cette espèce est endémique du Tamil Nadu en Inde,. Elle se rencontre vers Mettupalayam.

## Description
Le mâle holotype mesure 8,53 mm.

## Étymologie
Son nom d'espèce lui a été donné en référence au lieu de sa découverte, Mettupalayam.

## Publication originale
- Gupta, Ganeshkumar, Das & Siliwal, 2013 : « Three new species of Idiops Perty, 1833 (Araneae: Idiopidae) from India. » Zootaxa, no 3635, p. 237-250.